# American Rubicon
American Rubicon is het tweede studioalbum van de Amerikaanse punkband Cobra Skulls. Het werd door Red Scare Records als muziekdownload uitgegeven op 7 juli. De fysieke versie van het album volgde een week later op 14 juli. Het is het eerste album van Cobra Skulls waar gitarist Adam Beck, die bij de Charlie Parker in 2008 verving, aan heeft meegewerkt.

## Nummers
1. "Time and Pressure" - 2:31
2. "There's a Skeleton in My Military Industrial Closet" - 2:29
3. "Rebel Fate" - 2:52
4. "Muniphobia" - 1:06
5. "Thicker Than Water" - 2:00
6. "H.D.U.I. (Honorary Discharge Under the Influence)" - 2:33
7. "Overpopulated" - 2:45
8. "Problems With Preconceptions" - 3:04
9. "Willful State of Denial" - 1:50
10. "I Used to Like Them When They Put 'Cobra' in the Titles" - 0:32
11. "Bad Apples" - 1:44
12. "Timing" - 1:45
13. "Back to the Youth" - 2:09
14. "Dead Inside" - 1:48
15. "Agree to Disagree" - 2:03
16. "One Day I'll Never" - 2:25
17. "Exponential Times" - 2:24

## Band
- Devin Peralta - zang, basgitaar
- Adam Beck - gitaar
- Chad Cleveland - drums